# Oriostomatoidea
De Oriostomatoidea zijn een superfamilie van uitgestorven weekdieren uit de klasse van de Gastropoda (slakken).

## Families
- Oriostomatidae Koken, 1896 †
- Tubinidae Knight, 1956 †